# La Semaine des enfants
La Semaine des enfants, sous-titrée Magasin d'images et de lectures amusantes et instructive, est revue littéraire destinée à l'enfance fondée en janvier 1857 par les éditions Hachette et par Charles Lahure, par ailleurs son imprimeur.

## Histoire
Le premier numéro sort le 3 janvier 1857. En octobre 1876, l'hebdomadaire est absorbé par son concurrent le Magasin d'éducation et de récréation publié par Hetzel. La revue prend alors le nom de Magasin d'éducation et de récréation et Semaine des enfants réunis avant de devenir en mai 1916 Le Journal de la jeunesse.

## Auteurs
- Alfred Séguin
- Comtesse de Ségur
  - 1860 : Mémoires d'un âne, à partir du 17 décembre 1859)
  - 1861 : Pauvre Blaise, à partir du 13 juillet 1861)
  - 1862 : La Sœur de Gribouille, à partir du 22 mars 1862)
  - 1862 : Les Bons Enfants, à partir du 13 août 1862)
  - 1863 : Les Deux Nigauds, à partir du 4 octobre 1862).
  - 1863 : L'Auberge de l'Ange gardien, à partir du 8 avril 1863).
  - 1863 : Le Général Dourakine, à partir du 14 novembre 1863).
  - 1864 : François le bossu, à partir du 4 mai 1864)
  - 1865 : Un bon petit diable, à partir du 14 décembre 1864).

## Illustrateurs
- Bertall
- Gustave Doré
- Edmond Morin